# Evelyn De Morgan
Evelyn De Morgan (født 30. august 1855, død 2. maj 1919) var en britisk maler, hvis værker blev inspireret den Prærafaelitiske bevægelse. Hun var tilhænger af Edward Burne-Jones. Hendes malerier udviser spiritualitet; brug af mytologiske, bibelske og litterære temaer; kvindernes rolle; lys og mørke som metaforer; liv og død; og allegorier af krig.

## Virke
Dette afsnit eller denne liste er kun påbegyndt. Hvis du ved mere om emnet, kan du hjælpe Wikipedia ved at tilføje mere.

Hendes malerier blev udstillet første gang i 1877 på Grosvenor Gallery i London, og blev en fast del af udstillingerne.
De Morgan, der var pacifist, udtrykte sin afsky for Første Verdenskrig og Boerkrigens krigsrædsler og malede over femten krigsmalerier.

## Privatliv
I august 1883 mødte Evelyn keramikeren William De Morgan, og den 5. marts 1887 blev de gift. De tilbragte livet sammen i London. To år efter hans død i 1917, døde hun den 2. maj 1919 i London og blev begravet på Brookwood Cemetery, nær Woking, Surrey.

## Billedgalleri
- Aurora Triumphans (ca. 1866).
- Ariadne in Naxos (1877).
- Night & Sleep (1878).
- Goddess of Blossoms & Flowers (1880).
- Angel of Death (1881).
- Love's Passing (1883–1884).
- Hope in a Prison of Despair (1887).
- Helen of Troy (1898).
- The Storm Spirits (1900).
- The Love Potion (1903).
- Queen Eleanor & Fair Rosamund (1905).
- Port after Stormy Seas (1907).
- The Prisoner (1907).
- The Red Cross (1916).
- The Gilded Cage (1919).

## Yderligere litteratur
- Drawmer, Lois Jane (2001). The impact of science and spiritualism on the works of Evelyn De Morgan 1870-1919 (PhD). Buckinghamshire New University. Arkiveret fra originalen 16. juni 2016. Hentet 2. december 2016.
- Marsh, Jan; Nunn, Pamela Gerrish (1989). Women Artists and the Pre-Raphaelite Movement. Virago. ISBN 978-0-86068-065-9.
- Marsh, Jan; Nunn, Pamela Gerrish (1997). Pre-Raphaelite women artists. Manchester City Art Galleries. s. 139. ISBN 978-0-901673-55-8. Arkiveret fra originalen 3. august 2020. Hentet 2. december 2016.